# Passaporto palestinese
Il Passaporto palestinese è un documento di riconoscimento rilasciato a cittadini dei territori palestinesi dall'Autorità Nazionale Palestinese dal 1995, da non confondere col Passaporto del Mandato della Palestina.  Tuttavia non gli viene attribuito il valore di documento che attesta la nazionalità di chi lo detiene, infatti per raggiungere la Palestina sarà necessario avere il passaporto israeliano.